# محمد طباطبائی بروجردی
  سید محمد طباطبائی بروجردی از سیاستمداران ایرانی بود، که در دوره‌های پانزدهم، شانزدهم و هجدهم  بعنوان نماینده بروجرد در مجلس شورای ملی حضور داشت.